# The Attack (band)
The Attack was een in 1966 opgerichte Britse freakbeat/psychedelische rockband uit Londen.

## Bezetting
- Richard Shirman (leadzang)
- David O'List (leadgitaar)
- Alan Whitehead (drums)
- Bob Hodges (keyboards)
- Gerry Henderson
- Barney Barnfield (drums)
- Plug Davis

- George Watt (keyboards)
- Geoff Richardson (gitaar)
- Chris Allen (drums)
- Kenny Harold
- John Du Cann (leadgitaar)
- Keith Hodge (drums)
- Roger Deane (1968)

## Geschiedenis
De eerste bezetting bestond uit Richard Shirman, Alan Whitehead (voorheen The Marmalade), David O'List (voorheen The Nice) en John Du Cann (voorheen Andromeda en Atomic Rooster). Hun eerste single Try it werd ook opgenomen door The Standells en The Ohio Express. Ze brachten ook een versie uit van Hi Ho Silver Lining van Jeff Beck. Shirman werd gevraagd om te zingen bij Andromeda, maar hij weigerde.
In 1979 formeerde Shirman de band opnieuw. Twee jaar later formeerde hij de band Hersey & the 12 Bars, die het album Greatest Hits Volume II uitbracht in 2000 bij A New Day Records.

## Discografie

### Singles
- 1967: Try It / We Don't Know (Decca Records)
- 1967: Hi Ho Silver Lining / Any More Than I Do (Decca Records)
- 1967: Created By Clive / Colour of My Mind (Decca Records)
- 1968: Neville Thumbcatch / Lady Orange Peel (Decca Records)
- 1972: Hi Ho Silver Lining / Any More Than I Do [heruitgave] (Decca Records)
- 2005: Created By Clive / Colour of My Mind [heruitgave] (Acme Records)

### Compilatiealbums
- 1990: Magic in the Air (Reflection)
- 1992: Magic in the Air [heruitgave] (Aftermath)
- 1999: Complete Recordings 1967-68 (Acme Records)
- 2001: Final Daze (Angel Air)
- 2006: About Time! (RPMRecords, Bam-Caruso)